# Prvi bioskop u Crnoj Gori
Prvi bioskop u Kraljevini Crnoj Gori otvoren je na Cetinju u Crnogorskome narodnom pozorištu „Zetski dom”, prvih dana 1911. godine. Vlasnik bioskopa bio je Ljubomir Tamindžić, pasionirani pozorišni amater, sa svojim prijateljima Ristom Andrićem i Nikolom Kneževićem. Projekcije u Zetskome domu u početku su bile ponedjeljkom. Kinooperater je bio sam Ljubo Tamindžić. Ovaj bioskop radio je do Prvoga svjetskog rata 1914. godine. Filmovi su nabavljani iz inostranstva. Prema oglasima iz crnogorske štampe to su bili filmovi francuske, italijanske, austrougarske, njemačke, američke, danske i ruske produkcije. Prikazivao je i ratne preglede i druge tadašnje dokumentarne filmove, odnosno filmske žurnale. Tamindžić je prikazivao filmove i na Dvoru kralja Nikole. Tako je godine 1912. prikazao Doček kralja Nikole u Beču, a prilikom prijema ruskih oficira na crnogorskom dvoru prikazao je žurnalsku storiju Krunisanje u Londonu, čemu je prisustvovao crnogorski prijestolonasljednik Danilo. Za nabavljanje ovih filmova Tamindžić je objavljivao oglase za otkup u bečkoj štampi.

## Literatura
- Gojko Kastratović, Istorija crnogorskoga filma, 2005.

## Spoljašnje veze
- Grad u kojem je prije 130 godina prikazan film sad nema bioskop[мртва веза]
- CRNOGORSKA KINEMATOGRAFIJA